# Justina Catharina Steffan von Cronstetten
Justina Catharina Steffan von Cronstetten, auch Katharina, (* 27. Januar 1677 in Frankfurt am Main; † 20. September 1766 ebenda) war eine Frankfurter Patrizierin und Stifterin. Sie entstammte der angesehenen Familie Steffan von Cronstetten und war mit mehreren anderen Familien des Frankfurter Patriziats verwandt, die sich in der Gesellschaft Alten Limpurg zusammengeschlossen hatten. Die von ihr 1753 gegründete Cronstett- und Hynspergische evangelische Stiftung zu Frankfurt am Main ist bis heute eine der bedeutendsten wohltätigen Stiftungen der Stadt.

## Leben
Justina Steffan von Cronstetten war die letzte überlebende Angehörige der Frankfurter Patrizierfamilie Steffan von Cronstetten. Sie war die älteste Tochter des Ratsherrn und Schöffen Johann Adolph Steffan von Cronstetten (1648–1736) und seiner Ehefrau Maria Catharina, geb. von Hynsperg (1648–1736), einer Frankfurter Patriziertochter. Da ihre drei jüngeren Geschwister früh verstarben, war sie einzige Nachkommin der begüterten Familie. Vor allem von ihrer Großmutter und Taufpatin Justina Margaretha Steffan von Cronstetten, geb. Völcker (1621–1692) fiel ihr ein reiches Erbe zu, das unter anderem ihr Geburtshaus, den Kranichhof am Frankfurter Roßmarkt, umfasste.
Justina praktizierte seit früher Jugend eine pietistische Frömmigkeit, die in Frankfurt vor allem durch den von 1666 bis 1686 amtierenden Senior des Predigerministeriums, Philipp Jacob Spener, geprägt worden war. Von den radikalen Pietisten der Saalhofgesellschaft, denen auch eine ihrer Tanten angehörte, hielt sich jedoch fern; sie besuchte regelmäßig den Gottesdienst in der Katharinenkirche und pflegte enge geistliche Beziehungen zu den Vertretern der Amtskirche, insbesondere zu Pfarrer Johann Friedrich Stark.
Am Sonntag, den 28. Februar 1700 wurde sie Opfer eines Entführungs- und Vergewaltigungsversuches durch einen abgewiesenen Verehrer, den auswärtigen Offizier Hauptmann Andreas Grass (um 1662 bis 1709). Er passte Justina nach dem Gottesdienstbesuch vor der Kirche ab und zerrte sie in eine bereitgestellte Kutsche. Durch ihre Hilferufe aufmerksam gewordene Passanten brachten die Kutsche zum Stehen, befreiten Justina und überstellten Grass der städtischen Gerichtsbarkeit. Justinas einflussreicher Vater versuchte die Affäre ohne Aufsehen zu bereinigen und sorgte dafür, dass Grass „für alle Zeiten aus der Stadt verwiesen“ wurde. Er kehrte jedoch zurück, wurde zu einer einjährigen Haft verurteilt und erneut ausgewiesen. 1702 kehrte er völlig verelendet erneut zurück, wurde schließlich in das Städtische Tollhaus eingewiesen und starb dort 1709.
Das traumatisierende Erlebnis führte Justina dazu, auf Ehe und Familien zu verzichten und nach dem Tod ihres Vaters 1712 ein zurückgezogenes Leben im elterlichen Kranichhof zu führen. Das Familienerbe verwaltete sie geschickt, vor allem den Immobilienbesitz konnte sie durch Zukäufe sowie Um- und Ausbauten weiter vermehren. Wiederholt diente der Kranichhof bei Kaiserkrönungen als standesgemäßes Quartier für hohe Gäste, so 1742 bei der Krönung Karls VII. für den französischen Botschafter und sein Gefolge. 1745 richtete der im benachbarten Barckhausenschen Palais logierende Franz I. im Kranichhof eine Kaiserküche ein, und bei der Königswahl 1764 wohnte er mit seinem Sohn Joseph II. selbst im Kranichhof.
Justina starb hochbetagt im 90. Lebensjahr als letzte Trägerin des Familiennamens Steffan von Cronstetten. Sie wurde in der Grabkapelle der Familie in der Barfüßerkirche beigesetzt. Nach dem Abriss der Kirche 1786 wurde ihr Sarg auf den Peterskirchhof in das dortige Familiengrab umgebettet. Da der Peterskirchhof nach der Auflassung 1828 stark verändert wurde, ist die genaue Grabstelle heute nicht mehr lokalisierbar. Auch ihr Grabstein ist nicht erhalten.

## Werk
1753 verfügte Justina testamentarisch die Gründung eines evangelischen adligen Damenstifts. Nach ihrem Tod sollten 12 alleinstehende Damen aus den Patrizierfamilien der Gesellschaft Alten Limpurg das Stift beziehen. Die Stiftsdamen verpflichteten sich zu einem frommen und zurückhaltenden Lebenswandel und erhielten im Gegenzug einen standeswürdigen Lebensunterhalt garantiert. Ein Austritt aus dem Stift, insbesondere zum Zweck der Heirat, war ausdrücklich möglich.
Alleinstehende Frauen konnten im 18. Jahrhundert in Frankfurt, selbst wenn sie einflussreichen Familien entstammten, keine politischen oder öffentlichen Ämter übernehmen und hatten keine von ihren Familien unabhängige soziale Absicherung. Als junge Frau hatte Justina erlebt, dass zwei Geschwister ihrer Mutter wegen vorehelicher Liebesaffären nicht in die Gesellschaft Alten Limpurg aufgenommen wurden. Auch ihre Nachfahren blieben dadurch aus der Aristokratie ausgeschlossen, was einen allmählichen sozialen Abstieg der Familie Hynsperg zur Folge hatte. Justina wollte daher mit ihrem Testament sowohl die soziale Stellung der Patrizierfamilien stützen als auch die Moral ihrer Angehörigen stärken.
Über die Einrichtung des Damenstifts hinaus enthielt ihr Testament auch eine Reihe von Bestimmungen, die Erträge des Stiftungsvermögens der Bürgerschaft zukommen lassen sollten. Der Wert ihres Nachlasses belief sich auf etwa 330.000 Gulden, einschließlich der Immobilien vermutlich über 400.000. Justina von Cronstetten dürfte damit zu den reichsten Frankfurtern ihrer Zeit gehört haben. Etwa 90.000 Gulden setzte sie vorab für diverse Vermächtnisse aus, unter anderem für 26 Verwandte aus mehreren Familien der Alten Limpurger, für Bedienstete sowie für die Waisenkasse des Predigerministeriums. Noch heute gehört ihre Cronstett- und Hynspergische evangelische Stiftung zu Frankfurt am Main zu den bedeutendsten wohltätigen Stiftungen der Stadt.

## Ehrungen
Justinas Biographie wurde in mehreren Theaterstücken, Romanen und Novellen verarbeitet, so von Emil Neubürger (Novelle „Gründung des Cronstett’schen Stifts“, 1889) und August Verleger (Erzählung „Die Wolfsangel–Die Geschichte des tapferen Fräulein Justina von Cronstetten“, 1939).1941 veröffentlichte Kurt Georg Kaftan den historischen Roman „Das Leben für Justine. Die Chronik von Leben, Liebe und Tod des Hauptmann von Craß“. Ein Werk aus jüngerer Zeit ist das Theaterstück  „Fräulein Justina“ von Rainer Dachselt, das die Fliegende Volksbühne Frankfurt unter der Regie von Michael Quast zu Justinas 250. Todestag 2016 aufführte.